# (11195) Woomera
(11195) Woomera (1999 AY22) – planetoida z grupy pasa głównego asteroid okrążająca Słońce w ciągu 3,55 lat w średniej odległości 2,32 j.a. Odkryta 15 stycznia 1999 roku.